# 栄町立栄東中学校
栄町立栄東中学校（さかえちょうりつ さかえひがしちゅうがっこう）は、千葉県印旛郡栄町龍角寺にあった公立中学校。
2015年3月末に閉校した。
閉校後は千葉県立栄特別支援学校になった。

## 概要
本校の学区は酒直・龍角寺に加え、その東西に酒直台・竜角寺台のニュータウンであった。
近くには、県立房総のむら（体験博物館）があり、貴重な建築物や動植物等が点在している。

## 沿革
- 1988年（昭和63年）
  - 4月1日 - 栄町立栄中学校より酒直小学校区を分離し、新設校として開校する。名称を栄町立栄東中学校とする。初代校長に伊藤睦が就任する。
  - 5月1日 - 生徒数145人。
- 1989年（平成元年）2月25日 - 栄東中学校PTAを創立する。
- 2007年（平成19年）10月27日 - 栄東中学校創立20周年記念式典を開催する。
- 2015年（平成27年）3月14日 - 栄東中学校閉校式を開催する。

## 学区
- 酒直小学校の学区である龍角寺、酒直、南部、酒直台1丁目及び酒直台2丁目の区域。
- 竜角寺台小学校の学区である竜角寺台1丁目から竜角寺台6丁目までの区域[2]。